# Abony
Abony  este un oraș în districtul Cegléd, județul Pesta, Ungaria, având o populație de 15.008 locuitori (2011). 

## Demografie
Componența etnică a orașului Abony
     Maghiari (95,35%)
     Romi (3,52%)
     Necunoscut (0,36%)
     Alții (0,76%)
Componența confesională a orașului Abony
     Romano-catolici (48,43%)
     Fără religie (14,05%)
     Reformați (6,02%)
     Necunoscută (30,56%)
     Alte religii (1,9%)
Conform recensământului din 2011, orașul Abony avea 15.008 locuitori. Din punct de vedere etnic, majoritatea locuitorilor (95,35%) erau maghiari, cu o minoritate de romi (3,52%). Apartenența etnică nu este cunoscută în cazul a 0,36% din locuitori. Nu există o religie majoritară, locuitorii fiind romano-catolici (48,43%), persoane fără religie (14,05%) și reformați (6,02%). Pentru 30,56% din locuitori nu este cunoscută apartenența confesională.